# Tony, l'altra faccia della Torino violenta
Tony, l'altra faccia della Torino violenta è un film del 1980 diretto da Carlo Ausino. Il film fu uno degli ultimi titoli proposti dal filone poliziottesco, che nei primi anni ottanta si esaurì.
Sebbene Ausino avesse già girato Torino violenta nel 1977, questo nuovo film non è da considerarsi un sequel, sebbene l'attore protagonista sia sempre Emanuel Cannarsa.

## Trama
Torino. Tony, giovane della media borghesia, passa il suo tempo a frequentare belle donne, stringe amicizia con dei senzatetto e vive alla giornata facendo svariati lavori, non intenzionato comunque a cercarne uno fisso e a farsi una famiglia. Vuole infatti evitare di seguire le orme del padre, che dopo una vita di lavoro in fabbrica, ha la salute devastata. L'anziano genitore, che gli rimprovera sempre di vivere la sua vita "sul filo del rasoio", muore poi tragicamente davanti al figlio, al termine di un intenso colloquio in cui i due, dopo cinque anni di distanza e reciproche incomprensioni, si erano finalmente riconciliati.
Il rapimento di un ragazzino, che Tony cerca con coraggio di evitare, fa di lui un eroe urbano, ma il commissario Gregori, un uomo pedante e presuntuoso che odia profondamente Tony per il suo anticonformismo, minimizza la sua figura, fino a scontrarvisi apertamente e a perseguitarlo. Il protagonista viene spesso salvato da Santini, suo amico in polizia. Tony scopre che nel sequestro è coinvolto il cugino della vittima, da lui riconosciuto, e alla fine il ragazzino viene liberato con un blitz. Gregori, che lo sospetta sempre di coinvolgimento nel rapimento, continua però a tartassarlo. Inoltre, sulle sue tracce si sono messi pure i capi della banda dei sequestratori per vendicarsi di aver fatto fallire il loro piano criminale. Nel corso della sparatoria finale in discoteca con i banditi, Tony riesce a ucciderli tutti, ma finisce ferito gravemente – forse mortalmente – sotto i loro colpi.

## Accoglienza

### Critica
Il film, pur gravitando nello stesso ambito qualitativo di Torino violenta, non ottenne lo stesso successo di pubblico.
Secondo Ausino, questo fu dovuto al fatto che all'inizio degli anni ottanta in Italia iniziarono a trasmettere e a imperversare le prime televisioni commerciali, che privarono le sale cinematografiche di gran parte del pubblico, il che avrebbe portato, in soli dieci anni, alla totale scomparsa del cinema di genere italiano. La spiegazione può anche essere ricercata nel fatto che in quel periodo il genere poliziottesco, tanto in voga negli anni settanta, era ormai al tramonto (la produzione di questo filone cessò quasi completamente alla metà del 1981).